# Château d'Uzage
Le château d'Uzage ou d'Usage est un manoir dans la commune de Huismes, dans le département français d'Indre-et-Loire.
Composé de deux bâtiments distincts, un manoir du XVIe siècle et un château du XVIIIe siècle, il est inscrit comme monument historique en 1952 et en 2010.

## Localisation
Le château d'Uzage se situe à 2 km au sud du bourg de Huismes, dans la partie nord-est d'un grand parc. Ce dernier, à l'angle de la route de Riparfond (ancien chemin d'Azay-le-Rideau à Montsoreau) et de la route de Chinon à Huismes, est traversé par la Riasse et le Douay, deux bras de la Veude. La parc abrite également, dans sa partie orientale, les vestiges du château de Bonaventure.
Une dépendance du château, transformée en moulin, en est séparée par la route de Chinon à Huismes.

## Histoire
Il est possible qu'un premier château soit construit au XIIIe siècle mais un manoir est édifié au XVIe siècle à l'emplacement de l'ancien édifice dont il réutilise certains murs. Ce fief, dont les noms des propriétaires sont connus depuis le milieu du XVe siècle, dépend de la châtellenie de Cravant.
Un acte de 1674 montre que la propriété d'Uzage s'est fortement étendue depuis le milieu du XVe siècle. Une nouvelle demeure seigneuriale orientée est-ouest, est construite à l'est de la précédente au XVIIIe siècle. Au XIXe siècle un pigeonnier isolé dans le parc est transformé en chapelle.
Les façades et les toitures du manoir du XVIe siècle, du château du XVIIIe siècle et du pigeonnier par arrêté du 11 juillet 1952. La protection est étendue à l'ensemble du parc et de ses aménagements, à son mur de clôture et aux communs par arrêté du 9 mars 2010.

## Description
Un pan du mur de clôture occidental, incorporé au manoir du XVIe siècle et pourvu de meurtrières, appartient peut-être à l'édifice primitif, supposé dater du XIIIe siècle.
Le manoir du XVIe siècle se compose de  deux corps de bâtiments à angle droit. L'angle rentrant est occupé par une four octogonale qui renferme un escalier à vis. L'accès principal au manoir se fait par cette tour ; son rez-de-chaussée est percé d'une porte à jambages en pilastres Renaissance, tout comme ceux des autres baies du manoir,.
Le château du XIXe siècle est agrandi, sans doute au siècle suivant, par l'ajout de deux pavillons symétriques à chacune de ses extrémités.
Le pigeonnier présent dans le parc, cylindrique et coiffé d’une coupole de pierre, est aménagé ne chapelle au XIXe siècle.

## Pour en savoir plus